# كارل أوقست لارسون
كارل أوقست لارسون هو لاعب رماية سويدي، ولد في 10 يونيو 1906 في ستوكهولم في السويد، وتوفي في 31 مايو 1971.

## وصلات خارجية
- كارل أوقست لارسون على موقع أوليمبيديا (الإنجليزية)
- كارل أوقست لارسون على موقع اللجنة الأولمبية السويدية (السويدية)